# Valdearcos de la Vega
Valdearcos de la Vega è un comune spagnolo di 139 abitanti situato nella comunità autonoma di Castiglia e León.